# Ingegneria meccatronica

L'ingegneria meccatronica è una disciplina dalla natura trasversale, che combina teorie e tecniche da altri ambiti altrimenti disgiunti, al fine di offrire soluzioni innovative a problemi complessi in moltissimi ambiti.

L'ingegneria meccatronica è una branca dell'ingegneria che riunisce in sé teorie e tecniche afferenti alla meccanica, all'elettronica, all'informatica e la scienza dell'automazione, al fine di automatizzare i sistemi di produzione, semplificando e sostituendo il lavoro umano.
L'importanza dell'ingegneria meccatronica è tale che sono nati corsi di formazione dedicati, offerti in talune università italiane e nel mondo, che riprendono elementi dei classici corsi di ingegneria meccanica e dell'informazione spostando l'attenzione verso temi peculiari come: robotica, sistemi di controllo, sensoristica, elaborazione dei segnali, informatica industriale, reti per l'automazione, e automazione della produzione industriale.
Originariamente il nome stesso nasceva dalla sola unione dei due termini meccanica ed elettronica, e solo successivamente venne aggiunta l'informatica nella definizione, ed altre successive. Come la tecnologia avanza nel tempo, nascono nuove discipline tecniche che si adattano ad ambiti specifici.

## Storia
Il termine in lingua inglese mechatronics origina dal Wasei-eigo e fu coniato da Tetsuro Mori, ingegnere della Yaskawa Electric Corporation. La parola venne brevettata come marchio in Giappone con numero "46-32714" nel 1971. Successivamente la società lasciò il termine libero da vincoli legali e divenne di uso comune internazionalmente.
La norma tecnica francese NF E 01-010, dà una definizione del termine:
Nel linguaggio comune la parola meccatronica è una parola macedonia sinonimo di automazione, robotica e elettromeccanica.
Una delle capitali mondiali della meccatronica è Torino, grazie alla DEA, un'azienda fondata nei primi anni Sessanta del XX secolo dagli ingegneri Franco Sartorio e Giorgio Minucciani, insieme con Luigi Lazzaroni: lì, fu progettato e prodotto il primo robot di misura al mondo.

## Descrizione

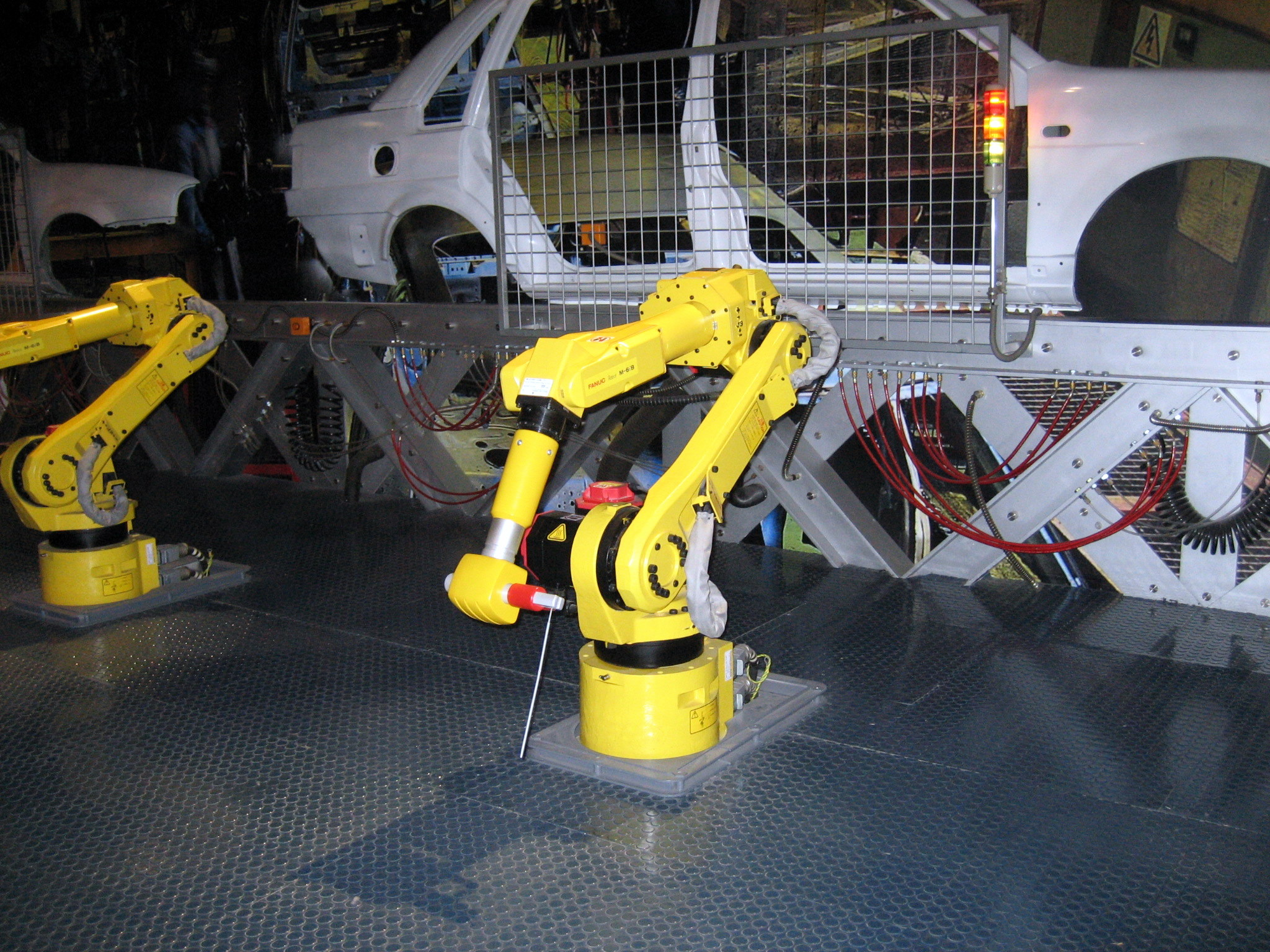
La robotica applicata ai processi di produzione industriale è uno dei principali filoni dell'ingegneria meccatronica.

La meccatronica nasce dalla necessità di creare un know-how  nell'ambito della modellistica del corpo, simulazione e prototipazione dei sistemi di controllo, orientandosi prevalentemente ai sistemi di controllo del movimento, definiti come Motion Control. I principali campi di applicazione sono la robotica, l'automazione industriale, la biomeccatronica, l'avionica, i sistemi meccanici automatici degli autoveicoli.
L'ingegnere meccatronico o l'esperto di settore si occupa principalmente di progettare e realizzare sistemi di controllo automatico utilizzando come strumenti di lavoro sia software di sviluppo quali MATLAB/Simulink sia centraline elettroniche per l'implementazione del sistema reale e la verifica del funzionamento in tempo reale. 
Il classico sistema di controllo meccatronico può essere raffigurato da un anello chiuso, retroazione (feedback), ed è costituito da diversi blocchi principali: l'impianto da controllare (es. un motore elettrico), l'attuatore dell'impianto (es. elettronica di potenza), il controllore dell'impianto, progettato in ambiente di simulazione e implementato su centralina (DSP - Digital Signal Processor), infine il sensore, che misura uno stato del sistema (es. la velocità di rotazione del motore).

### Applicazioni
- Automazione e robotica
- Servomeccanismi
- Sensori e controlli
- Industria elettronica
- Industria automobilistica
- Industria aerospaziale
- Tecnologia medica
- Domotica
- Macchine a controllo numerico
- Sistemi esperti
- CAD-CAM-CAE
- Imballaggio
- Microcontrolli/PLC
- Visione industriale

## Nella cultura di massa
Nei videogiochi, nei fumetti e nel cinema esistono molti personaggi che fanno uso significativo di tecnologie meccatroniche e macchine automatiche: nel cinema Tony Stark della Marvel o Lucio Napoli in Smetto quando voglio - Masterclass; nei videogiochi Dr. Eggman di Sonic o Dr. Wily di Megaman; nell'animazione Kazuto Kirigaya in Sword Art Online. Lo stesso discorso vale perfino per alcuni personaggi dei fumetti Disney, come Archimede Pitagorico e il professor Enigm.